# Historia LGBT en la República Checa

## SigloXX
Uno de los primeros activistas de Checoslovaquia que luchó por la igualdad de derechos de las minorías sexuales y la despenalización de la homosexualidad fue Imrich Matyáš. Comenzó a defender los derechos de los homosexuales en 1919 y continuó haciéndolo también durante el régimen comunista.
La homosexualidad en Checoslovaquia fue despenalizada en 1962.